# Ivo di Chartres
Ivo o Ivone di Chartres (Beauvais, 1040 – 23 dicembre 1115) fu canonista e vescovo di Chartres; è venerato come santo dalla Chiesa cattolica.

## Biografia
Ivo (Yves) avrebbe studiato presso l'abbazia di Bec, in Normandia, divenendo allievo di Lanfranco di Pavia e conoscendo Anselmo d'Aosta (entrambi futuri arcivescovi di Canterbury).
Nel 1078, divenne priore di Saint-Quentin de Beauvais e, dodici anni dopo, vescovo di Chartres.

## La lotta per le investiture
Ivo di Chartres fu un personaggio centrale nella lotta per le investiture che fra il 1075 e il 1122 vide fronteggiarsi il Papato e l'Impero; prese parte alla disputa sull'argomento sostenendo la posizione imperiale: non essendo l'investitura un sacramento, essa poteva essere effettuata anche da un laico.
Ivo di Chartres fu anche un grande avversario del re Filippo I di Francia all'epoca del suo nuovo matrimonio con Bertrada di Montfort.

## Opere

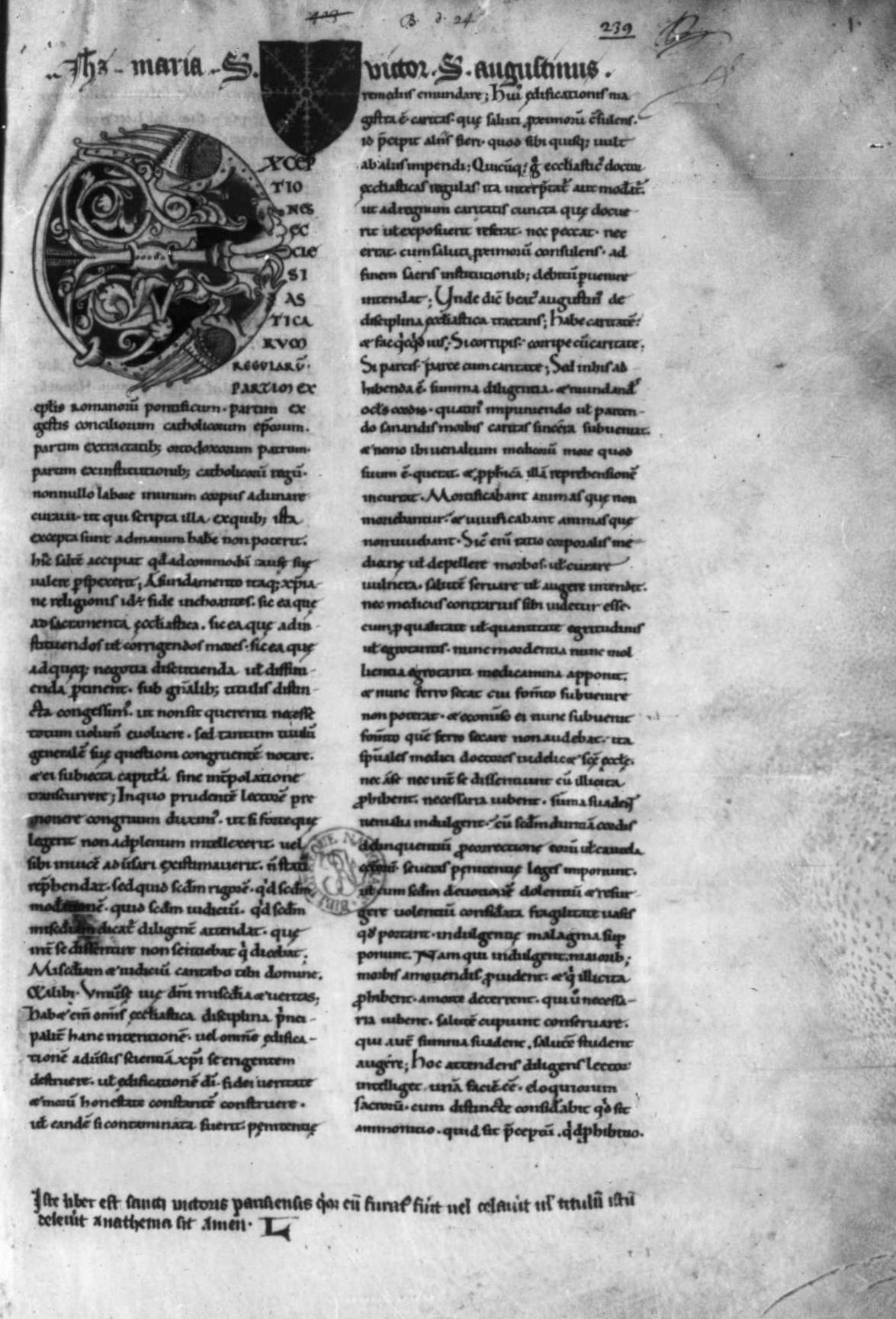
Canones, manoscritto, XII secolo.

Sant'Ivo affrontò l'ardua impresa di armonizzare le leggi canoniche, disperse in una miriade di collezioni e decreti compendiandole in tre compilazioni: il Decretum, la Panormia (in latino e in greco) e infine la Tripartita. Tutte e tre le compilazioni contengono testi delle Sacre Scritture, lettere di papi, testi di diritto romano, testi di Padri della Chiesa e infine canoni di Concili.

### Manoscritti
- Canones, XII secolo, Paris, Bibliothèque Nationale de France, Fonds latin, Lat. 14315.
- Panormia, XII secolo, London, British Library, Cotton MS, Vitellius A III.

## Genealogia episcopale e successione apostolica
La genealogia episcopale è:
- Papa Urbano II
- Vescovo Ivo di Chartres

La successione apostolica è:
- Vescovo Sanction d'Orléans (1096)